# Lentebok

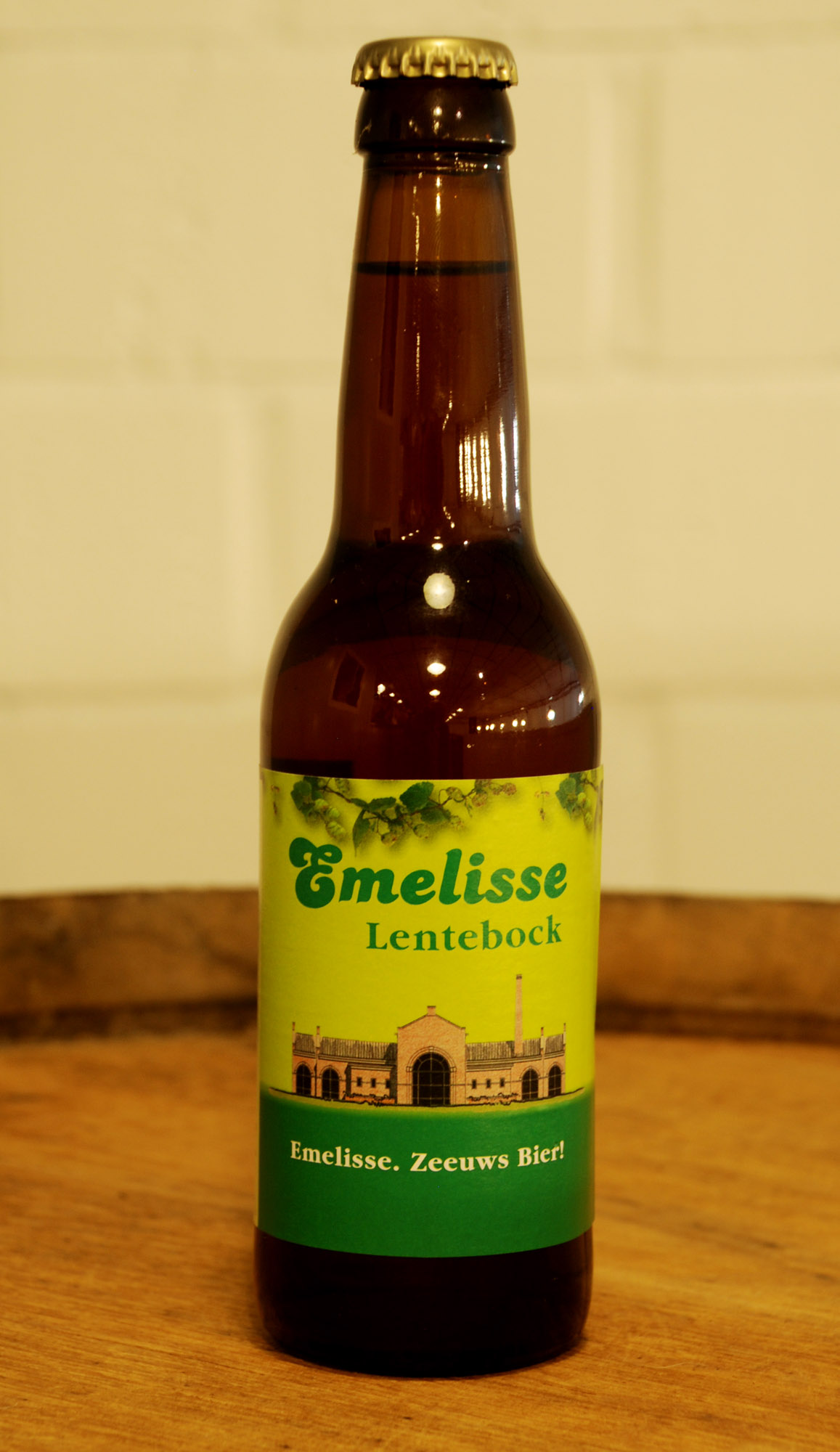
De lentebok van Emelisse

Lentebok, ook wel lentebock of meibock genoemd, is een Nederlands bokbier. Het bier wordt traditioneel vanaf de vastentijd tot mei verkocht. Net als de herfstbok is het een relatief licht bier met een hoog stamwortgehalte, dat doordrinkbaar is en zowel onder- als bovengistend kan zijn. Een opvallend verschil met de herfstbok is de kleur: lentebok is meestal blond van kleur. In de smaak is meer ruimte voor fruitige ondertonen en hop.
Voorjaarsbieren hebben een lange traditie in Nederland, ook voor de oorlog al presenteerden veel brouwers een lentebier. Toch lag de nadruk in de recente geschiedenis altijd op het najaarsbier, de herfstbok. Pas vanaf de jaren 90 kwamen de lentebokken weer terug in de belangstelling, al is de stijl nog altijd niet zo populair als de herfstbok.  
De meeste Nederlandse brouwers hebben nu een lentebok in hun assortiment. Net als de herfstbok is dit seizoensbier voor brouwers een ideale gelegenheid om zichzelf aan het grote publiek te presenteren. Er zijn speciale festivals waar liefhebbers verschillende voorjaarsbieren kunnen proeven. Veel brouwers proberen zich te onderscheiden met verrassende smaken en nieuwe recepten. Nadat veel kleinere brouwers al met aromatische Amerikaanse hopvariëteiten hadden geëxperimenteerd, presenteerde Grolsch in 2012 zo ook een lentebier met citrushop, die voor een bitterdere en fruitigere smaak moest zorgen. 